# The Saga Continues (álbum de Roger Troutman)
The Saga Continues é o segundo álbum solo do músico Roger Troutman, lançado em 1984 pela Warner Bros. O álbum contém um cover da canção de Wilson Pickett, "In the Midnight Hour", que atingiu o número 34 na parada U.S. R&B chart, bem como os sucessos "In the Mix" e "Girl Cut It Out", um dueto com Wanda Rush. Como o disco antecessor, The Many Facets of Roger, Troutman e seus companheiros da banda Zapp, incluindo os irmãos Lester, Larry e Terry, o ajudaram na produção do álbum.

## Lista de faixas
Todas as canções escritas e compostas por Roger e Larry Troutman ao menos que esteja anotado.
1. "In the Mix" (6:22)
2. "Play Your Guitar, Brother Roger" (4:27)
3. "The Break Song" (5:50)
4. "I Keep Trying" (3:50) (Billy Beck)
5. "In the Midnight Hour" (6:58) (w/The Mighty Clouds of Joy) (Steve Cropper/Wilson Pickett)
6. "Bucket of Blood" (4:14)
7. "T.C. Song" (4:31)
8. "Girl, Cut It Out" (4:16) (w/Wanda Rash)

## Créditos
- Arranjos - Larry Troutman, Roger Troutman
- Backing Vocals - Bart Thomas, Billy Beck, Bobby Glover, Greg Jackson, Jannetta Boyce, Larry Hatcher, Mallia Franklin, Mark Thomas, Michael Jennings, Mighty Clouds Of Joy, The, Ray Davis, Roger Troutman, Shelley Smith, Shirley Murdock, Tim Abrams, Varges Thomas, Wanda Rash, Zapp Troutman
- Baixo - Zapp Troutman
- Bateria - Lester Troutman
- Guitarra - Ricardo Bray, Roger Troutman
- Sopro - Carl Cowen, Jerome Derrickson, Larry Hatcher, Maceo Parker, Michael Jennings, Michael Warren
- Teclados - Billy Beck, Greg Jackson, Roger Troutman, Sherman Fleetwood, Zapp Troutman
- Vocais, Vibrafone, Talk Box - Roger Troutman
- Percussão - Larry Troutman
- Produtor - Roger Troutman
- Escrito por - Larry Troutman (faixas: A1 até A4, B2 até B4), Roger Troutman (faixas: A1 até A4, B2 até B4)